# Beauval (acteur)
Pour les articles homonymes, voir Beauval.
Jean Pitel, dit Beauval, est un acteur français né en Picardie en 1635 et mort à Paris le 29 décembre 1709.
Comédien de province, il appartient un temps à la troupe du prince de Condé (1662-1667), puis à celle du théâtre du Marais (1667-1669) et entre dans la troupe de Molière en 1670. Après la mort de Molière en 1673, il quitte la troupe et entre à l'Hôtel de Bourgogne. Il fait ensuite partie des premiers sociétaires de la Comédie-Française.
Il quitte le théâtre en 1704, à l'âge de 69 ans, et meurt cinq ans plus tard.